# Obana solomonensis
Obana solomonensis är en fjärilsart som beskrevs av W. Warren 1913. Obana solomonensis ingår i släktet Obana och familjen nattflyn. Inga underarter finns listade i Catalogue of Life.